# Givenchy-en-Gohelle Communal Cemetery
Givenchy-en-Gohelle Communal Cemetery is een begraafplaats gelegen in de Franse plaats Givenchy-en-Gohelle (Pas-de-Calais). De militaire graven worden onderhouden door de Commonwealth War Graves Commission.
De begraafplaats telt 10 geïdentificeerde Gemenebest graven uit de Tweede Wereldoorlog.